# Flavi Paulus
|  | «Paulus» redirigeix aquí. Vegeu-ne altres significats a «Jean Paul Habans». |

Flavius Paulus era un dux hispanoromà sota el rei visigot Vamba.

## Biografia
L'any 672, va ser enviat pel rei visigot per posar fi a la rebel·lió del comte Hilderic de Nimes, que s'havia revoltat a la mort de Recesvint. En arribar a Narbona, va ser proclamat rei pels seus propis soldats, com a Flavius Paulus. Tota la noblesa de la Narbonense i la Tarraconense oriental (l'actual Catalunya) se li van unir, segurament precedit de negociacions polítiques al seu pas. Va ser reconegut com a rei per Khilderic II, rei merovingi dels regnes francs d'Austràsia des del 662, i de Nèustria i Borgonya, que en aquell moment era rei de tots els francs. Aleshores Paulus va enviar una carta a Vamba on li feia saber la seva decisió de proclamar-se rei de l'Est i de nomenar-lo a ell rei del Sud. Immediatament va enviar emissaris per convèncer els vascons que es rebel·lessin contra Vamba, cosa que va obligar aquest rei a desplaçar-se cap als Pirineus. Mentrestant Paulus va ser coronat a Girona amb la corona d'or del rei Recared.
El rei Vamba va sotmetre els vascons i organitzà la recuperació dels territoris. Va rebre una nova carta de Paulus reptant-lo a un combat singular a Clausurae, prop de Ceret (potser castrum clausurae, o les Cluses, a la Via Domícia), enfrontament que no es realitzà. Vamba va conquerir amb facilitat Tàrraco, Bàrcino i Narbona i es dirigí a Nimes, on arribà el 31 d'agost de 673. Conquerí la ciutat i va fer presoner el revoltat Paulus, a qui confiscà tots els béns i que va fer escarnir públicament envoltat dels seus seguidors: va desfilar pels carrers de Toledo amb una espina de peix a manera de corona, al cap, descalç, vestit amb draps i sobre un carro tirat per camells. Tot i això, li perdonà la vida i el càstig previst de fer-lo encegar. El va fer entrar en un monestir.